# Seututie 676
Pour les articles homonymes, voir Route 676.
La route régionale 676 (finnois : Seututie 676) est une route régionale allant de Närpiö jusqu'à Kaskinen en Finlande,,.

## Présentation
La seututie 676 est une route régionale d'Ostrobotnie.
La route 676 dessert le port de Kaskinen.